# Dodge Fluid Drive
Dodge Fluid Drive são modelos de automóveis fabricados a partir de 1946 com a inédita caixa de câmbio Fluid Drive, a qual funcionava como um câmbio automático, após acionar a embreagem uma só vez para entrar em movimento. 

## Histórico

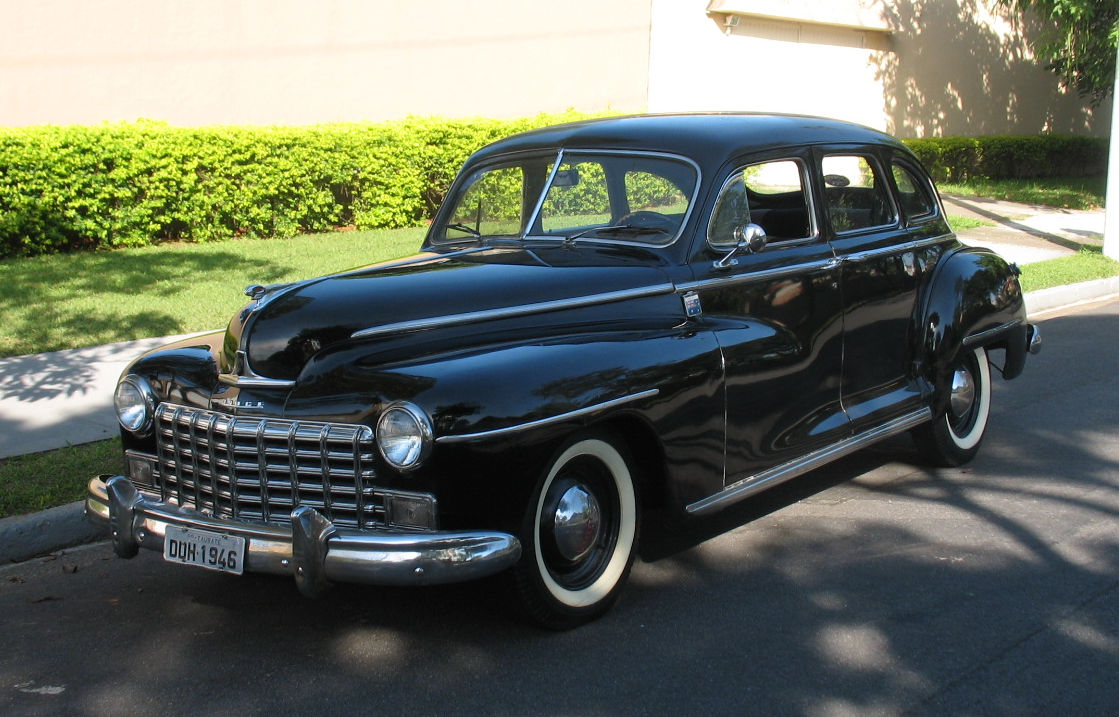
Dodge D24C Sedan Fluid Drive 1946

O Dodge Fluid Drive foi pouco exportado para o Brasil e Europa, que recebiam apenas os modelos menores baseados nos modelos Plymouth, como o Plymouth P15 e Plymouth Cranbrook. O primeiro, fabricado até 1949, era um modelo de carroceria de pré-guerra, e deu origem ao Dodge D25 e DeSoto Diplomat. O segundo, deu origem ao Dodge Kingsway e à segunda geração do DeSoto Diplomat, que eram versões menores e não tinha a caixa Fluid Drive, restrita apenas aos DeSoto Custom e Dodge Coronet. Os modelos grandes da Dodge (1946-49: D24 e 1949/1953:Coronet) eram concorrentes diretos do Mercury Eight (Ford) e Pontiac Catalina e Oldsmobile 88 (GM). 